# Sub Zero Project
Sub Zero Project é uma dupla de produtores holandeses de hardstyle formada por Thomas Velderman (nascido em 19 de abril de 1996) e Nigel Coppen (nascido em 9 de março de 1997). Eles são mais conhecidos por criar a música oficial do festival Qlimax 2018, "The Game Changer", tornando-se os produtores mais jovens da história a compor uma música oficial para o evento.
A dupla se destaca por sucessos como "Darkest Hour", "Our Church", "Halo" e "Trip To Mars". Eles já se apresentaram em grandes festivais, incluindo Tomorrowland, Electric Daisy Carnival, Defqon.1 Festival, Ultra Music Festival, Medusa Sunbeach Festival e Qlimax.
Sub Zero Project também colaborou com artistas renomados como Timmy Trumpet, W&W, Hardwell, Vini Vici, Coone, Da Tweekaz e Headhunterz.

## Biografia
Thomas Velderman e Nigel Coppen conheceram-se num fórum online, onde decidiram criar um projeto de música eletrónica juntos. Nigel Coppen já tinha lançado uma música chamada "Sub Zero", tendo usado esse nome mais tarde para o duo que viria a formar com Thomas Velderman.
A primeira música lançada foi "Dark emotions", tendo sido lançada na gravadora Dirty Workz.
Houve um grande aumento na popularidade depois do lançamento da música "The Project". A música apresentava um estílo único, fundindo o Psy Trance com o Raw Hardstyle.
Após o lançamento da música "The Project", colaboraram com artistas como Headhunterz e Timmy Trumpet, e foram os responsáveis pelo hino de 2018 do festival Qlimax.

## Discografia
| Nome                                  | Outros Artistas    | Ano  |
| ------------------------------------- | ------------------ | ---- |
| Rockstar                              | Timmy Trumpet, DV8 | 2018 |
| The Game Changer (Qlimax 2018 Anthem) |                    | 2018 |
| We Are The Fallen                     | Phuture Noize      | 2018 |
| Doomed (Sub Zero Project Remix)       | Headhunterz        | 2018 |
| Our Church                            | Headhunterz        | 2018 |
| The XPRMNT                            |                    | 2018 |
| Unity                                 | LXCPR              | 2018 |
| March of the Rebels                   | MC Diesel          | 2018 |
| DSTNY                                 | Devin Wild         | 2017 |
| Ready for This                        | Sub Sonik          | 2017 |
| Basstrain                             | GLDY LX            | 2017 |
| Wake Up                               | Zatox, Nikkita     | 2017 |
| Playing with Fire                     |                    | 2017 |
| Here Comes The Boom                   | E-Force            | 2017 |
| Headbanger                            | Sub Sonik          | 2016 |
| The Project                           |                    | 2016 |
| In The Shadows                        | Festuca, X-System  | 2016 |
| Meltdown                              | Devin Wild         | 2016 |
| This Is Madness                       | Atmozfears         | 2015 |
| Funky Shit                            |                    | 2015 |
| Madman                                | Atmozfears         | 2015 |
| Hit The Funk                          |                    | 2015 |
| Hell On Earth                         | X-Pander           | 2015 |
| Vicktore                              | Devin Wild         | 2014 |
| Let's Fight                           |                    | 2014 |
| Eternal                               |                    | 2014 |
| Scream                                |                    | 2014 |